# Covergirl (album)
Covergirl – debiutancki album zespołu Groove Coverage, wydany w roku 2002.

## Lista utworów
1. Moonlight Shadow
2. Million Tears
3. You
4. Last Unicorn
5. Only Love
6. God Is A Girl (Album Version)
7. Little June
8. Far Away From Home
9. Lullaby For Love
10. Moonlight Shadow (Piano)
11. Beat Just Goes
12. Are U Ready

### Reedycja 2003
1. God Is A Girl (Album Version) (03:04)
2. Moonlight Shadow (02:53)
3. The End (Album Version) (03:09)
4. Million Tears (03:15)
5. You (03:34)
6. Last Unicorn (03:55)
7. Only Love (03:30)
8. God Is A Girl (Radio Edit) (03:40)
9. Little June (03:39)
10. Far Away From Home (04:18)
11. Lullaby For Love (03:13)
12. Moonlight Shadow (Piano) (04:39)
13. Beat Just Goes (03:52)
14. Are You Ready (09:39)

## Single
- Are U Ready (2000)
- Moonlight Shadow (2001)
- God Is A Girl (2002)

## Teledyski
- Moonlight Shadow
- God Is A Girl
- Poison
- Runaway